# Economia verde
Uma economia verde é uma economia que busca reduzir os riscos ambientais e a escassez ecológica, e que visa o desenvolvimento sustentável sem a degradação do meio ambiente. Ela se relaciona ao conceito de economia ecológica, mas apresenta um enfoque mais político. Uma das características distintivas da economia verde em relação aos modelos econômicos precedentes é valoração direta do capital natural e serviços ecológicos. Outra distinção é a implementação de um regime de contabilidade de custo total, em que as externalidades ambientais negativas são rastreadas de maneira confiável e contabilizadas como passivos da entidade que danifica ou negligencia um ativo ambiental.
O Relatório de Economia Verde do PNUMA de 2011 argumenta que "para ser verde, uma economia não deve apenas ser eficiente, mas também justa. Justiça implica em reconhecer as dimensões globais e nacionais da equidade, particularmente ao assegurar uma Transição Justa para uma economia de baixo carbono, eficiente em termos de recursos e socialmente inclusiva."
Rótulos ecológicos, ou "etiquetas verdes" (ecolabels), voltados ao consumidor surgiram como certificadores de respeito ao meio ambiente e desenvolvimento sustentável por parte das empresas. Muitas indústrias estão começando a adotar esses padrões de certificação como forma de promover suas práticas ecológicas em uma economia globalizada. Também conhecidos como padrões de sustentabilidade, esses padrões são regras especiais que garantem que os produtos comprados não prejudicam nem meio ambiente, nem as pessoas que os fabricam. Estas certificações estão mais presentes em alguns setores econômicos como a silvicultura, a agricultura, a mineração e a pesca. Eles concentram-se em fatores ambientais, como proteger as fontes de água e a biodiversidade ou reduzir a emissão de gases de efeito estufa, além de promover os direitos dos trabalhadores.

## Definição
Para Karl Burkart uma economia verde é baseada em seis setores principais:
- Energia renovável
- Bioconstruções
- Transporte sustentável
- Gestão da água
- Gestão de resíduos
- Gestão da terra

A Câmara de Comércio Internacional (CCI), que representa os negócios globais, define a economia verde como "uma economia na qual o crescimento econômico e a responsabilidade ambiental trabalham se reforçando mutuamente, ao mesmo tempo em que amparam o progresso em desenvolvimento social".
Em 2012, a CCI publicou o Green Economy Roadmap, que apresenta contribuições de especialistas internacionais. O Roteiro representa um esforço multidisciplinar para enquadrar e esclarecer melhor o conceito de "economia verde". Ele também destaca o papel das empresas em buscar soluções para os desafios globais. Nesse sentido, o Relatório estabelece 10 condições ou ações voltadas para empresas que promoverão a transição para a uma economia verde:
- Mercados abertos e competitivos
- Métricas, contabilidade e relatórios
- Financiamento e investimento
- Conhecimento
- Abordagem do ciclo de vida
- Eficiência de recursos e desacoplamento
- Emprego
- Educação e desenvolvimento de habilidades
- Governança e parcerias
- Políticas integradas e tomada de decisão

## Críticas
Muitos indivíduos e organizações criticam certos aspectos da 'Economia Verde', particularmente a precificação da natureza. Os críticos argumentam que isso estenderá o controle corporativo a novas áreas, de florestas até as reservas de água. A organização de pesquisa ETC Group argumenta que a ênfase corporativa na bioeconomia "estimulará uma convergência ainda maior do poder corporativo e desencadeará a maior captura de recursos em mais de 500 anos". O professor venezuelano Edgardo Lander afirma que o relatório do PNUMA, Rumo a uma Economia Verde, embora seja bem-intencionado, "ignora o fato de que a capacidade dos sistemas políticos existentes de estabelecer regras e restrições ao livre funcionamento dos mercados – mesmo quando uma grande maioria da população clama por elas – é seriamente limitada pelo poder político e financeiro das corporações”.
Ulrich Hoffmann, em um artigo para a UNCTAD, também afirma que o foco na Economia Verde e, particularmente no crescimento verde, “não será suficiente para lidar com as complexidades das [mudanças climáticas]" e "pode dar muitas falsas esperanças e desculpas para não fazer nada de realmente fundamental que possa causar uma grande reviravolta na situação das emissões globais de gases de efeito estufa.
Clive Spash, um economista ecológico, criticou o uso do crescimento econômico para enfrentar as perdas ambientais, e argumentou que a Economia Verde, conforme defendida pela ONU, não é uma abordagem nova, mas uma distração dos verdadeiros agentes da crise ambiental. Ele também criticou a base para a avaliação dos serviços ecossistêmicos em termos monetários e o projeto da ONU sobre A Economia dos Ecossistemas e da Biodiversidade (TEEB).